# Grenzvertrag zwischen Württemberg und Baden

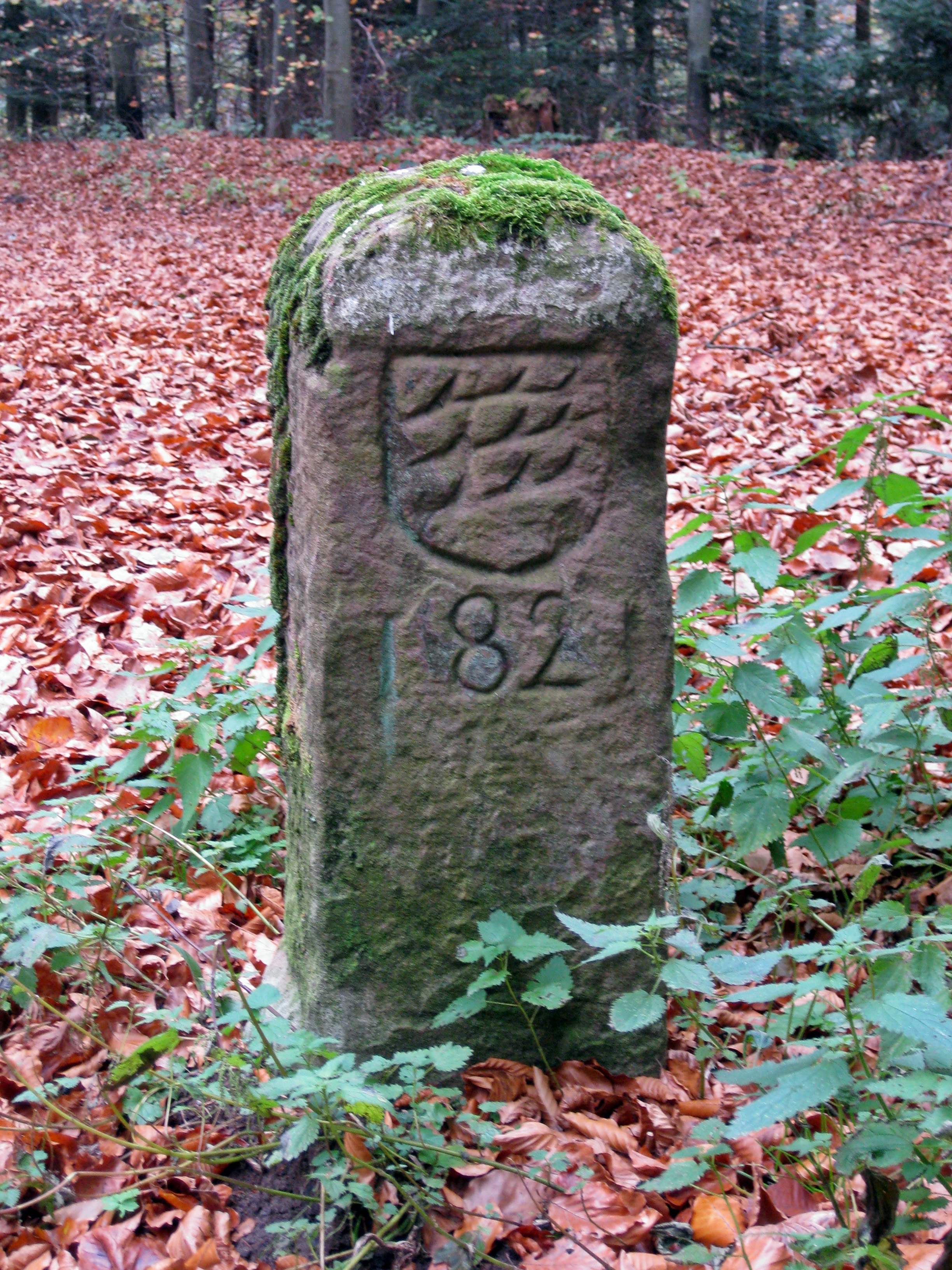
Am historischen Grenzweg Württemberg – Baden

Der Grenzvertrag zwischen dem Königreich Württemberg und dem Großherzogtum Baden vom 2. Oktober 1810 gehört in eine Kaskade von Verträgen, die zwischen den Rheinbundstaaten Bayern, Württemberg, Baden und Hessen in Paris 1810 geschlossen wurden. Die in diesem Vertrag geschaffene Grenze zwischen Württemberg und Baden hatte in Baden-Württemberg bis zur großen Verwaltungsreform 1973 Bestand und ist darüber hinaus bis heute zum Beispiel in den Zuständigkeitsgebieten der evangelischen Landeskirchen und der katholischen Diözesen weitgehend erhalten geblieben.  

## Politische Voraussetzungen
Die Präambel des Vertrages, der nicht zufällig in Paris geschlossen wurde, umreißt etwas nebulös „die Absicht, um diejenigen Stipulationen, welche in den beiderseitigen mit Frankreich zu Compiegne am 24. April und zu Paris am 7. September dieses Jahres abgeschlossenen Traktaten in Beziehung auf beide Höfe getroffen worden sind, in Erfüllung zu bringen.“ Deutlicher beschreibt der zwischen Bayern und Württemberg am 18. Mai 1810 geschlossene Grenzvertrag die politische Ausgangslage. Es mussten sowohl „bisher unberichtigt gebliebene Grenzdifferenzen und sonstige gegenseitige Ansprüche mit einem Male und auf dauerhafte Weise“ beendigt werden, als auch „diejenigen Stipulationen, welche in den beiderseitigen mit Frankreich neuerdings abgeschlossenen Traktaten festgesetzt worden sind, durch einen abschließenden Vertrag in Erfüllung“ gebracht werden. Hiermit wird ohne Umschweife der Druck des Kaisers der Franzosen, Napoleon Bonaparte, auf die süddeutschen Rheinbundfürsten umschrieben. Napoleon lag daran, in Süddeutschland drei leistungsfähige Staaten – Bayern, Württemberg und Baden – zu schaffen, die in der Lage wären, seine Forderungen auf Truppengestellungen auch zu erfüllen. Hier war nach den Bestimmungen im Frieden von Pressburg vom 26. Dezember 1805 und dem Frieden von Schönbrunn vom 14. Oktober 1809 das Königreich Bayern zu großzügig bedacht worden. Als Kompensation für den Gewinn von Tirol und Salzburg sollte Bayern im Westen Gebiete an Württemberg abtreten, das im weiteren Verlauf dann Baden entschädigen sollte. Dabei sollte jeder der drei Staaten einen Zugang zum Bodensee erhalten. Baden schließlich sollte das Großherzogtum Hessen entschädigen. Während der Vertrag zwischen Bayern und Württemberg keine bestimmte Anzahl von Einwohnern nennt, bestimmt Artikel I des Vertrags zwischen Württemberg und Baden einen Umfang von „45.000 Seelen“ für den Gebietsaustausch.

## Vertragschließende Parteien
König Friedrich I. von Württemberg ernannte seinen außerordentlichen Gesandten Heinrich Levin von Wintzingerode, Großherzog Karl Friedrich von Baden seinen Innenminister Freiherr Conrad Karl Friedrich von Andlau-Birseck als Bevollmächtigten. Der Vertrag fixiert den Grenzverlauf, „um dem bestimmten Ansinnen Seiner Majestät des Kaisers“ (Napoleon) zu entsprechen, und legt im Einzelnen genau die Gebietsabtretungen Württembergs an Baden fest.
Der logisch vorausgehende Grenzvertrag zwischen Bayern und Württemberg wurde am 18. Mai 1810 ebenfalls in Paris geschlossen.

## Grenzverlauf

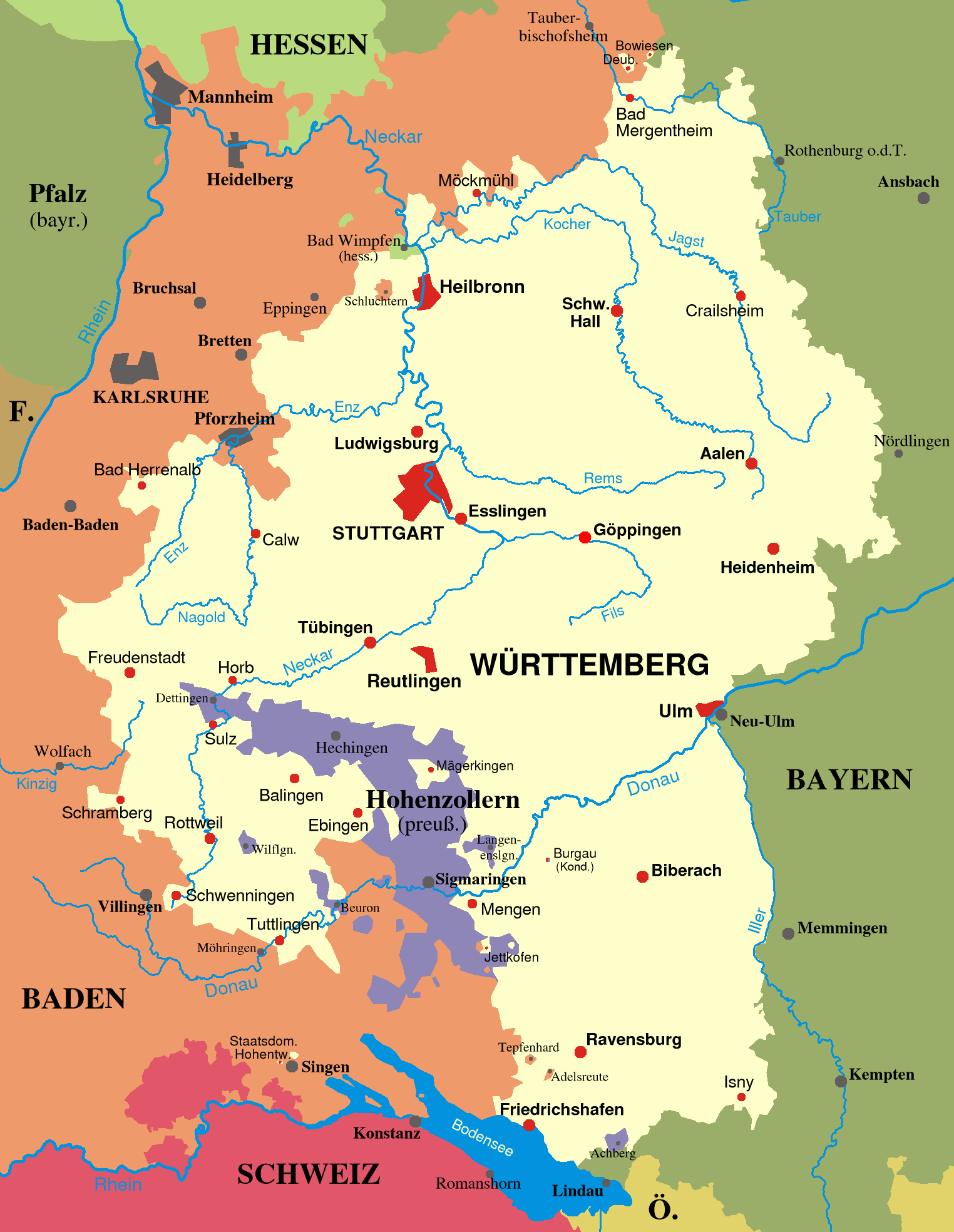
Grenzverlauf ab 1810

Baden 1801 bis 1819

Die wichtigste Abtretung betraf die 1805 an Württemberg gefallene ehemals vorderösterreichische Landgrafschaft Nellenburg mit ihrem Zubehör. Der auch als Hegau bezeichnete Raum nahm eine Schlüsselstellung ein: Für Württemberg sicherte er die für den Handel wichtige Verbindung zur Schweiz, für Baden ermöglichte er den Zugang zu den 1803 bis 1805 erworbenen Besitzungen am Bodensee. Deutlich wird dies im Artikel XIII des Vertrags, wenn der „badische großherzogliche Hof unter obenerwähnter kaiserlichen französischen Garantie“ sich verpflichtete, auf den Routen von Tuttlingen über Engen, Thayngen nach Schaffhausen und von Riedlingen über Mengen, Meßkirch, Stockach und Radolfzell keine Zölle zu erhöhen und keine „Commercialhindernisse zu erregen“.
Weiterhin wurden auch altwürttembergische Gebiete wie das Oberamt Hornberg mit Sankt Georgen im Schwarzwald, Schiltach, Hornberg, Gutach und Reichenbach sowie weiteren Gebieten Baden zugeschlagen. Das Bestreben, durch die Gebietsabtretungen bestehende Kondominien aufzulösen, ist klar erkennbar.
Von Württemberg wurden an Baden abgetreten:
- Oberamt Stockach (zu den badischen Bezirksämtern Stockach, Konstanz und Engen, Linz zum Bezirksamt Heiligenberg, Sipplingen zum Bezirksamt Überlingen):
- Landgrafschaft Nellenburg
  - mit Stadt Stockach (Amtssitz der Landgrafschaft Nellenburg), Stadt Radolfzell (Direktorialstadt für Nellenburg), Stadt Aach,
  - mit den Kameralorten Heudorf im Hegau, Hindelwangen, Liptingen, Schwandorf (Landgericht im Hegau und Madach), Mahlspüren im Hegau, Nenzingen, Raithaslach, Sipplingen, Winterspüren, Zoznegg,
  - Standesherrschaft Rickelshausen (von Senger und Etterlin),
  - Standesherrschaft Singen und Mägdeberg (Enzenberg),
  - Standesherrschaft Büsingen (Junker im Thurn),
  - Standesherrschaft Zizenhausen (Krafft von Festenberg auf Frohnberg),
  - Standesherrschaft Hof Neuhaus bei Radolfzell (Physicus Dr. Allmayer),
  - Obervogteiamt Münchhöf (Abtei Salmannsweiler unter nellenburgischer Landeshoheit),
  - Standesherrschaft Obergailingen (Kloster St. Katharinental unter nellenburgischer Landeshoheit),
  - Herrschaft Hoppetenzell (Johanniterorden, Kommende Überlingen),
  - Spitalisches Amt Sernatingen im Nellenburgischen (Reichsstadt Überlingen) (1826 Umbenennung von Sernatingen in Ludwigshafen),
  - Herrschaft Reute im Hegau (Stadt Schaffhausen unter nellenburgischer Landeshoheit)
  - Reichsritterschaft, Schwäbischer Ritterkreis, Kanton im Hegau, Allgäu und am Bodensee (Der Kanton zerfiel in die Bezirke Allgäu-Bodensee mit Kanzlei in Wangen und Hegau mit Kanzlei in Radolfzell):
    - Herrschaft Hohenstoffeln (Freiherr von Hornstein),
    - Pfaffwiesen in der Herrschaft Hohenstoffeln (Truchsess von Waldburg-Zeil-Zeil und Trauchburg),
    - Herrschaft Hohenkrähen (Freiherr von Reischach),
    - Herrschaft Heilsberg und Randegg (Freiherr von Deuring),
    - Herrschaft Gailingen (Freiherr von Liebenfels, Kondominium mit Stadt Schaffhausen),
    - Herrschaft Bodman (Bodman zu Bodman),
    - Herrschaft Schlatt unter Krähen (Bodman zu Bodman),
    - Herrschaft Kargegg (Bodman zu Kargegg),
    - Herrschaft Langenstein (Freiherr von Welsperg),
    - Herrschaft Beuren an der Aach (Freiherr von Liebenfels, später an Freiherr von Welsperg),
    - Herrschaft Steißlingen (Freiherr von Stotzingen),
    - Herrschaft Mühlingen (Freiherr von Buol),
    - Herrschaft Berenberg (Graf von Beroldingen),
    - Herrschaft Linz (Erzherzog von Österreich),
    - Herrschaft Mainwangen (Abtei Salmannsweiler),
    - Herrschaft Homburg (Hochstift Konstanz).

- Vom Oberamt Tuttlingen (zum badischen Bezirksamt Donaueschingen, Gutenstein zum badischen Bezirksamt Stetten am kalten Markt):
  - Pfarrgemeinde Öfingen,
- Landgrafschaft Nellenburg
  - Biesingen
  - Standesherrschaft Gutenstein (Graf Schenk von Castell).

- Vom Oberamt Ebingen (zu den badischen Bezirksämtern Meßkirch und Stetten am kalten Markt):
- Obere Reichsgrafschaft Hohenberg (Vorderösterreich),
  - Burg Kallenberg ohne die zugehörigen Dörfer (Freiherr von Ulm zu Erbach),
  - Herrschaft Werenwag (Freiherr von Ulm zu Erbach),
  - Obervogteiamt Stetten am kalten Markt (Abtei Salmannsweiler unter hohenbergischer Landeshoheit),
  - Herrschaft Hausen im Tal (Abtei Salmannsweiler in der Reichsritterschaft, im Schwäbischen Ritterkreis und im Kanton im Hegau, Allgäu und Bodensee).

- Oberamt Hornberg (zum badischen Bezirksamt Hornberg):
  - das altwürttembergische Oberamt Hornberg mit Hornberg, Schiltach, Buchenberg, Gutach, Kirnbach, Königsfeld im Schwarzwald, Lehengericht, Mönchweiler, Peterzell, Reichenbach, Weiler,
  - Teile des altwürttembergischen Klosteroberamtes St. Georgen mit St. Georgen, Brigach, Langenschiltach, Oberkirnach, Stockburg, Ev. Tennenbronn.

- Vom Oberamt Rottweil (zum badischen Bezirksamt Villingen):
  - Teile des altwürttembergischen Klosteroberamt St. Georgen mit Kappel, Schabenhausen,
  - Besitz der Reichsstadt Rottweil:
    - Bruderschaftsoberpflegeamt (Dauchingen, Weilersbach),
    - Pürschvogteiamt (Fischbach, Sinkingen),
    - Reichsritterschaft, Schwäbischer Ritterkreis, Kanton am Neckar und Schwarzwald (Niedereschach).

- Vom Oberamt Maulbronn (zum badischen Bezirksamt Pforzheim, Ruit zum Bezirksamt Bretten):
  - Teile des altwürttembergischen Klosteroberamt Maulbronn (Ruit, Öschelbronn),
  - Kondominium Kieselbronn in der Reichsritterschaft, Schwäbischer Ritterkreis, Kanton Kraichgau (Göler von Ravensburg).

- Vom Oberamt Brackenheim (zum badischen Bezirksamt Bretten):
  - Vogtei Kürnbach (Kondominium Herzogtum Württemberg mit Landgrafschaft Hessen-Darmstadt, Kürnbach württembergischen Anteils an Baden).

- Vom Oberamt Mergentheim (zum badischen Bezirksamt Gerlachsheim):
  - Amt Balbach (Kondominium Herzogtum Württemberg mit Hoch- und Deutschmeistertum des Deutschen Ritterordens, Tauberoberamt Mergentheim, Oberbalbach württembergischen Anteils an Baden),
  - Vom Amt Lauda des Hochstifts Würzburg das Dorf Unterbalbach.